# Playa de Monellos
La Playa de Monellos es una playa del concejo de El Franco en el oeste de Asturias (España).
Está situada cerca de la localidad de San Pelayo y tiene poca afluencia de bañistas. Pertenece a la Costa Occidental de Asturias y pese a no estar incluida en la franja que comprende el Paisaje Protegido de la Costa Occidental de Asturias, presenta dos tipos de protección medioambiental, ya que está catalogada como ZEPAy LIC.

## Descripción
Es una playa con forma de ensenada con una longitud aproximada de 90 metros y una anchura media de unos 25 a 30 metros. El lecho de la playa es de piedra y el acceso es peatonal en los últimos 500 metros y sin dificultad alguna.
Para acceder a la playa hay que tener en cuenta que tiene cerca de ella a los pueblos de Valdepares, Viavélez y San Pelayo. El acceso es el mismo que hay que utilizar para llegar a la Playa de Torbas con la diferencia de que hay que girar a la derecha del «cabo Blanco» en el último desvío en vez de a la izquierda ya que esta va a a la de Torbas. La bajada desde la rasa costera hasta la playa es sinuosa pero sin dificultad si se toman las precauciones convenientes.
La forma de ensenada de la playa favorece el que las aguas sean muy tranquilas por lo que una actividad muy adecuada es la natación. Aunque tiene gran número de rocas no es peligrosa pues estas no tienen aristas cortantes . También se recomienda como actividad muy adecuada la de la pesca submarina y la recreativa. Tiene una desembocadura fluvial y carece de servicios de playa.